# 恋飛脚大和往来
『恋飛脚大和往来』（こいのたよりやまとおうらい）とは、歌舞伎の演目のひとつ。人形浄瑠璃『けいせい恋飛脚』を歌舞伎に脚色したもの。通称『梅川忠兵衛』（うめがわちゅうべえ）。

## あらすじ
大和国新口村の百姓孫右衛門のせがれ忠兵衛は、大坂の飛脚屋亀屋に養子に出され、その家の一人娘おすわと縁組して亀屋を継ぐことになっていた。しかし先代の甥に当たる利兵衛は丹波屋八右衛門と共謀し、忠兵衛に替って自分が亀屋の跡取りになろうとし、またいとこに当たるおすわにも横恋慕している。おすわは忠兵衛のことを憎からず思っていたが、忠兵衛は新町の遊女梅川と互いに深く馴染み、遊廓に通いつめていた…。
（この芝居は古くは序幕として「生玉神社の場」という場面から演じられていたが、現行の舞台ではその上演は絶えており、台本も廃滅して伝わらない。ただし内容としてはいくつかの点で相違はあるものの、おおむね『けいせい恋飛脚』の上之巻「生玉の段」と同じものだったと見られる〈後述〉。『けいせい恋飛脚』「生玉の段」のあらすじを参照）
（亀屋の場）飛脚屋の亀屋で誰も居ない店先に利兵衛がそっと中へ入り、神棚にある対の神酒徳利の片方を取り、医者の道哲に作らせた毒薬を混ぜ、ふたたび神棚に戻す。これで忠兵衛を毒殺するつもりである。利兵衛は立ち去る。だがこの様子を、忠兵衛は奥からこっそり見ていた。忠兵衛は神酒徳利の左右を取替え、これも再び奥へと入る。
新口村の忠三郎が医者道哲を伴って訪れ、亀屋に泊まることになる。そのあと、養母おさのとおすわの前に利兵衛が現われ、忠兵衛が近頃商売もそっちのけで新町の遊郭に通いつめていることを当てこすり、養子の忠兵衛は早く生れ在所に返し、自分を亀屋の跡継ぎにするようそれとなく言うが、おさのは取り合わず、奥へと入ってしまった。続いて奥へと入ろうとしたおすわを利兵衛はとらえ、自分と夫婦になれと口説き、嫌がるおすわを追回す。そこへ忠兵衛が出てきて利兵衛を投げ飛ばすところに、丹波屋八右衛門が亀屋に来た。
忠兵衛は梅川身請けの為に、八右衛門宛ての為替五十両をその手付けに使ってしまった。昨日それを八右衛門に追及され、なんとか待ってもらえることに収まったはずが、その五十両を今返せと尋ねてきたのである。進退に窮する忠兵衛。するとそれまでの様子を聞いていたおさのが奥より出て八右衛門に申し開きをし、自分の蓄えから五十両を出そうとする。ところがその五十両をしまっていたはずの箪笥の引出しを開けると金がない。その五十両とは利兵衛がひそかに盗み取り、医者の道哲に毒薬の代金として渡していたのである。それを知った上で八右衛門は、忠兵衛がその金を盗んだのだろうと言いがかりをつけるが、忠兵衛は利兵衛こそ金を盗んだ張本人と主張する。
すると八右衛門は、門口に貼ってあった熊野牛王の護符をはがし、それを燃やして二つのかわらけに分けて入れ、さらに神棚より神酒徳利の両方をとり、その二つのかわらけに注いだ。盗んでいながら盗んでないと偽りをいう者がこれを飲めば、たちまち熊野の神の罰が当たって血を吐き死ぬであろう。八右衛門は、忠兵衛と利兵衛にそれぞれかわらけの神酒を飲むよう勧める。じつは、八右衛門は利兵衛がこの神酒徳利の一方に毒を仕込んだことを知っているので、利兵衛には毒の無いほうの徳利から神酒を注ぎ、忠兵衛には毒の入った徳利の中身を飲ませようとしていたのである。忠兵衛に注いだ神酒に毒が入っているはずであった。「イヤモウてんごうらしい事じゃが、面ばれにのめなら呑もうわい」と、忠兵衛は神酒をぐっと飲みほす。「しめた」と内心悦ぶ八右衛門と利兵衛。続いて利兵衛も神酒を飲み干した。
ところが、異変は利兵衛の身に現われた。利兵衛は忠兵衛に向いなおもまくし立てるが、そうするうち次第に体が熱くなってきた…これはどうしたことかと大汗も出て体もこわばってくる。忠兵衛は利兵衛が神酒徳利に毒を入れたあと、左右の位置を変えて置いた。すなわちそれと知らず毒を飲んだのは利兵衛のほうだったのである。しくじったと気付いた八右衛門は逃げ出そうとするが、忠兵衛に止められる。しかし五十両の金は戻らず、おさのとおすわが案じていると、「イヤその金は私がおかえし申しましょう」と奥から道哲が出て、利兵衛から受け取った五十両をおさのに渡した。少し容態のおさまった利兵衛が道哲の顔を見て「わりゃ昨日の医者め、どうしてここへ」とびっくりする。
道哲は皆の前で事情を話した。自分はもと遊女梅川の父親に仕えた者であり、その梅川に金のいる事が起きたと聞いて京より下ってきた。その途中で利兵衛と出会い、利兵衛は自分が医者だと聞いて毒薬の調合を頼んだ。だが利兵衛に渡したのは長命丸という薬であり、利兵衛から受け取った金も亀屋に返すつもりであったと。おさのは八右衛門に五十両を渡して受取りを求める。八右衛門は受取りを書いて渡し、皆に向って散々憎まれ口を叩いて出て行くと、道哲もおさのたちから感謝されつつも暇乞いをして去っていった。
夜も更けた。利兵衛はまだのぼせて倒れているが、そこへ白い浴衣を着た風呂上りの忠三郎がでてくる。だが気が付いて忠三郎の顔を見た利兵衛はまたもびっくりする。昨日生玉で無理やり毒を飲ませて死なせたはずの道哲の下部ではないか。利兵衛はのぼせて道哲の話を聞いていなかった。するとこの様子に忠三郎も調子に乗って、幽霊となり利兵衛たちに恨みごとを言いにやってきたとさんざん脅かすので、怯えた利兵衛は忠三郎に追いかけられながら逃げてゆく。
静まり返った亀屋の内で、おすわがふるえながら、戸棚から三百両の金をぬすみ出していたが、暗い中つまづいて転んでしまう。この物音におさのと忠兵衛が出てきて、おさのが「ここなぬす人めが」と取り押さえると娘のおすわなのでびっくりする。ふと見るとおすわがなにか書き付けたものを持っているので取り上げてみると、それは忠兵衛のほかに自分には好きな男がいて、その男のために三百両を持って駆け落ちするという内容であった。
あまりのことに母のおさのは怒るのを忠兵衛がなだめ、おすわを諭してなおも話を聞こうとする。おすわはついに思い余ってすべてを打ち明けた。昨日生玉の社に立寄ったおり、たまたま忠兵衛が梅川と一緒に居るところを目にし、身請けの金が出来なくては男がすたるという言葉を聞き、この三百両を廓へ持って行き梅川を身請けし、自分は身を引くつもりだったのだと。
これを聞いた忠兵衛はおすわに詫び、梅川とは縁を切ることを約束する。おさのも疑ったことをおすわに詫び、奥へと入った。そのあと利兵衛と八右衛門はなおも諦めようとはせず、最前書いた為替五十両の受取りと梅川の手付け証文を盗もうとするが、そこへ再び出てきた忠三郎に邪魔され、利兵衛は取り押さえられ八右衛門は表に突き出されるのであった。
（茶屋の場）夜の新町の茶屋井筒屋では、お大尽と呼ばれる客たちが来て遊女や禿などを呼び、酒盛りをして賑やかである。そんななか井筒屋の女主人おゑんは使用人に梅川宛ての手紙を渡して使いにやらせると、まもなく梅川が来ておゑんとふたり話をする。
梅川は気が重かった。忠兵衛が五十両の金を手付けに出したおかげで、以前からの田舎の客の身請け話は止まったが、忠兵衛が残りの身請けの金を持ってくる期限は昨日で切れてしまった。これでは忠兵衛の身請け話は流れてしまう。その忠兵衛はここ十日ほど、梅川のもとを尋ねてこない。そこへ昨日からあの八右衛門が、梅川を身請けする相談を抱え主の槌屋治右衛門に持ちかけていたのである。
そこへ忠兵衛が忍んでやってくる。忠兵衛は蔵屋敷へ為替の金を届ける途中で、三百両の大金を懐にしていたが、梅川が頼んだ廓の者に呼ばれて来たのである。残りの金の工面がつかない忠兵衛は、廓に顔を出しづらかった。おゑんの手引きで忠兵衛は梅川と会い、たがいに積る話をする。
井筒屋に、梅川を探しに槌屋治右衛門が訪れる。治右衛門に呼ばれておゑんと梅川が出てくるが、治右衛門は、梅川を身請けするのが八右衛門に話が決まることを梅川に伝えにきたのだった。なおも忠兵衛のことを思う梅川は、涙ながらその話は待ってくれるように治右衛門に頼む。治右衛門は梅川が長年亀屋忠兵衛と深い馴染であることはわかっていたので、男気を出して八右衛門の話は断ることを梅川に約束した。
だがその場に八右衛門が現れ、梅川を身請けするための金二百五十両を治右衛門の前に出し、これですぐに梅川を身請けさせろという。治右衛門が忠兵衛と梅川のことを思って取り合わずにいるので、治右衛門は忠兵衛についての悪口を散々にその場で言い散らした。二階の座敷にいた忠兵衛はこれを腹に据えかね、ついに二階から飛び出し八右衛門の前に出て、大和の実の親から来た三百両、「これ見ておけ」と蔵屋敷に届けるはずの三百両を懐から取り出そうとする。だが手荒く扱ったせいで金の包み紙が自ずと破れ、小判が床に散らばった。この勢いに八右衛門は気を呑まれ、おゑんと梅川は喜ぶ。八右衛門は「ドリャおいとま致そうか」と座を立ち帰ろうとするが、そのとき破れた金の包み紙をそっと拾い、表に出て行灯のあかりで包み紙を見て驚き走り去る。
忠兵衛は身請けの金として二百両を治右衛門に、これまで井筒屋で遊んだ掛りとして五十両の金をおゑんに渡す。治右衛門もおゑんも喜んで、これから梅川の門出を祝って酒にしようというが、忠兵衛は、それはあとでよいから少しも早く梅川を連れて廓を出たいという。ではその手続きをと、忠兵衛と梅川の二人を残しみな出て行った。
やたらと出立をせかす忠兵衛を梅川は不審に思い尋ねると、なんと今出した金はじつは蔵屋敷からの預かり金で、八右衛門の悪口に辛抱することができず自分の金と偽ったというのである。飛脚屋が客の預かり物に手をつければ死罪と決まっていた。これに驚き嘆く梅川、忠兵衛も養家亀屋の養母やおすわにすまぬと思い嘆くのであった。やがておゑんたちが戻り、梅川は晴れて廓を出られる身となったが、先行きのことを思うと忠兵衛と梅川の心は暗く、門出を祝う廓の衆をあとに、大和国へと逃げて行く。
（新口村の場）はたして忠兵衛たちは人から追われる身となった。忠兵衛の生れ故郷大和新口村では、すでに亀屋以外の飛脚屋十七軒が追手を送り込み、様々な物売りに変装して村中を探索し、忠兵衛たちが来るのを待ち構えていた。
そんな新口村へ雪の降る中、忠兵衛と梅川は人目を忍びながら辿り着く。忠兵衛の実の親孫右衛門は今もこの村に住んでいるが、会うことは出来ない。そこで村で親しくしていた百姓の久六をとりあえず尋ねようと、ふたりは久六の家を訪れる。しかしそこにいたのは久六の女房で、しかもその話によれば忠兵衛が金を横領して逃げている事は村中に知れ渡っており、久六もその事で今庄屋に呼ばれているのだという。それを聞いた忠兵衛たちははっとしながらも素性を隠し、久六を呼んでくれるように頼むと、久六の女房は出かけていった。
二人は家の中に入り、やがて障子を細めに開けて表の方を見ると、忠兵衛が見知った顔が寺の行事に集まるため、ぞろぞろと道を行くのが見える。だがその最後に見えたのは、孫右衛門であった。孫右衛門に会うことが叶わぬ忠兵衛と梅川は、遠くに見える孫右衛門に向って嘆きつつ手を合わせる。
孫右衛門は久六の家の前を通りかかろうとした。すると凍った道に足をとられ、その拍子に下駄の鼻緒も切れてどうと転ぶ。これを見た忠兵衛は飛び出して助けたいと思っても出て行くことはできない。すると梅川が慌てて走り出て、孫右衛門を抱え起こし泥水のついた裾を絞るなどして介抱する。
孫右衛門は、見知らぬ女からの親切を不思議に思いながらも礼をいう。下駄の鼻緒を切らしたので、孫右衛門は懐からちり紙を出してすげようとすると、梅川は「ここによい紙がござんす、紙縒りひねってあげましょう」と、自らが懐中するちり紙を出してそれを紙縒りにし、孫右衛門の下駄をすげるのだった。だが、さらに孫右衛門の持っているちり紙と、自分の持っているちり紙を取り替えたいといいつつ涙を見せる梅川の様子に、孫右衛門はこれが忠兵衛が逃げ回り連れ歩いている遊女であると悟った。孫右衛門は、近くに居るであろう息子の忠兵衛にも向けて息子のしたことを嘆くと梅川も声をあげて泣き、隠れている忠兵衛も孫右衛門に向い手を合わせて嘆くのであった。
孫右衛門は大坂亀屋の養母が牢に入れられたことを話し、養母をこれ以上苦しめず、一日も早く名乗って出ろと諭すが、「したが、どうぞそれも、親の目にかからぬ所で縄にかかってくれい」と言い、寺に納める金を路銀にせよと梅川に渡し、その場を立とうとする。梅川は忠兵衛にひと目会ってほしいと頼むが、孫右衛門は顔を合わせて捕らえなければ養家への義理が立たぬと、会おうとはしない。しかしやはり、息子への未練が断ち切れぬ孫右衛門、ならば目隠しして言葉を交わさなければよかろうと、梅川に頼んで目隠しをした。忠兵衛は駆け出て、父親と物はいえずに涙ながらに手を握り合う。
そこへ久六の女房が大慌てで駆け戻り、まもなくこの家に大勢の役人が来るから、忠兵衛たちは逃げるようにとの久六の言葉を伝える。物売りに化けた飛脚屋からの追手たちがやってきて忠兵衛を囲むが、忠兵衛はそれらを退けて落ち延びようとするのだった。（以上あらすじは、「亀屋の場」は国立国会図書館デジタルコレクション公開の『恋飛脚大和往来』から、また「茶屋の場」と「新口村の場」は『日本戯曲全集』第九巻所収の台本に拠った）

## 解説
本作は『冥途の飛脚』の改作である『けいせい恋飛脚』（安永2年〈1773年〉初演）を、さらに歌舞伎の演目として脚色したものである。その内容や竹本の詞章は『けいせい恋飛脚』のものに拠っている。和事の人気演目のひとつとして知られ、特に「封印切｣（ふういんきり）と「新口村｣（にのくちむら）はそれぞれ単独で上演されることも多い。古くは「生玉」（生玉神社）、「亀屋」、「茶屋場」（封印切）、「新口村」という構成であったが、このうち「生玉」と「亀屋」は上演が絶え、「封印切」と「新口村」が今に残る。以下、各幕についてそれぞれ解説する。
なお『恋飛脚大和往来』の外題については「こいびきゃくやまとおうらい」とも読まれているが、渥美清太郎は「こいのたより - 」とするのが本当だろうという。ただし江戸時代の番付にも「こひびきゃく - 」と振り仮名を付けているものがある。

### 生玉・亀屋
「生玉」と「亀屋」の場は、現行の舞台ではいずれも廃滅し上演されないが一通り解説しておく。
現在「生玉」の場に当たる台本は伝わっておらず、「亀屋」の場の台本については国立国会図書館デジタルコレクションで公開されており、それによれば原作とした『けいせい恋飛脚』上の巻の「飛脚屋の段」とは内容が書替えられている。
原作『けいせい恋飛脚』で出てきた梅川の兄梅川忠兵衛は出ず、その代わりの役として新口村の忠三郎が医者の道哲とともに亀屋を訪れる。道哲もじつは梅川の父ではなく、かつてその父に仕えた家来筋の者ということになっている。さらに梅川の父が武士だったのも、もとは京都珠数屋町に住む裕福な町人だったらしい人物に身分が変更されている。それが零落して大和国新口村へと移り、そこで手習いの師匠をしていたが、その教え子のひとりが養子へ行く前の忠兵衛で、その遺言として大坂新町に身を売った一人娘のお梅、すなわち梅川のことを忠兵衛に託す。そして大坂へ来た忠兵衛は、梅川を探すために新町の遊郭に出入りし、梅川を見つけたのちは互いに深い馴染みとなった…という話になっているのである。忠兵衛が梅川の身請けにこだわるのも、梅川の父親から梅川のことを頼まれたという義理もあってのことだとする。
利兵衛（利平）についても敵役であることは変わらないが、これにチャリがかった性格を原作よりもふくらませている。八右衛門と企んで忠兵衛に毒を飲まそうとするが、自身が毒を飲んでしまい暑さにのぼせあがり、さらに浴衣姿の忠三郎を見て幽霊と思い込みおびえる滑稽さなど、役者にとってはしどころが多いように書替えられている。
このように「亀屋」は原作『けいせい恋飛脚』の筋を変えているので、当然「生玉」の場においても、原作とは内容が違うことになる。つまり生玉神社で毒を飲んで死んだと見せかけたのは、梅川の兄忠兵衛ではなく新口村の忠三郎であり、医者道哲の正体も違う。ただしそのほかは、のちにおすわが金を持ち出そうとしたときの台詞に、「願立てに日親様へ参詣の戻りかけとて、思わずきのふ生玉の水茶屋で立聞きすれば、忠兵衛様と梅川殿の事…」とあり、おおむね原作に沿った筋だったと見られる。
なお亀屋の養母の名について原作では「妙閑」としており、『恋飛脚大和往来』においても通常は「妙閑」であるが、国立国会図書館デジタルコレクション公開の台本では役名が「おさの」となっている。寛政8年（1796年）正月に大坂角の芝居で『恋飛脚大和往来』が上演されたとき、澤村国太郎演じる養母の名が「かめやおさの」となっており、この台本の内容も或いはこの時のものである可能性があるが、確かなことは不明である。また利兵衛が神酒徳利に毒を仕込んだとき、「四条の芝居で吾妻がした小栗判官の狂言から思ひ付いたこの趣向」というせりふがあるが、これもいつのことか明らかではない。

### 封印切
「亀屋」で梅川とは縁を切るとおすわに約束したはずの忠兵衛ではあったが、結局「梅川にたった一言、暇乞いやら言い訳やら」いうつもりでと、新町の梅川のもとを訪ねることになる。忠兵衛にはじつは梅川への未練が残っており、その点は『けいせい恋飛脚』と同様であるが、そこをさらに後押しするように、梅川の使いの者に呼ばれるという話の流れになっている。井筒屋の門口にまで来ると頭に手ぬぐいを置き「梶原源太は俺かしらん」と、和事のじゃらじゃらとした二枚目ぶりを見せる。「梶原源太」云々とは、人形浄瑠璃の『ひらかな盛衰記』（元文4年〈1739年〉初演）で色男の梶原源太が遊郭に通う様子になぞらえたのである。そのあと井筒屋に入った忠兵衛は十日ぶりに会った梅川と口説のあと、舞台上手の二階座敷へともに入る。
槌屋治右衛門が来て梅川とのやりとりのあと、八右衛門が身請けの金を持って現れ忠兵衛について散々悪口すると、上手の二階座敷から堪えきれなくなった忠兵衛が、階段を降りて八右衛門の前に出る。ここで忠兵衛は八右衛門にそれまでいわれた悪口に対し、言葉を返すことになるが、十三代目片岡仁左衛門はこの忠兵衛について、和事の役として「終始受け身で、台詞も動きもいじめられ役の心得でやること」、「つまり忠兵衛は辛抱立役、すなわちじっと耐える役という性根で演じます」と述べている。
このときの二人の口論は客席を沸かせるが、ほとんどアドリブで演じられるため融通無碍な技量が必要である。初代中村鴈治郎の忠兵衛と四代目市川市蔵演じる八右衛門とのやりとりは漫才のようで面白かったという。このあと忠兵衛が封印を切り、金をばらまいて「ど、ど、どんなもんじゃい」と大見得を切るところが眼目であるが、この封印を切る型にも立って切るやり方や座ったままで切るやり方など、役者によっていろいろと違いがある。他にも井筒屋の大道具の作り、また幕切れの忠兵衛の引っ込み、さらに忠兵衛が足袋を履いているか否かなど、役者により細かい違いが見られる。
八右衛門は、忠兵衛を追い詰める重要な役どころで、即興で上方の言葉使いを駆使する上に憎々しさと愛嬌とが混ざり合った演技を必要とする。腕の良い役者が演じると忠兵衛の悲劇が強まる効果が生じ、その意味では戦前の市蔵と、戦後に初代吉右衛門の忠兵衛に付き合った六代目市川團之助とが最高のレベルであった。近年では、二代目中村鴈治郎、十七代目中村勘三郎、五代目中村富十郎などの幹部俳優が好演し、現在では、五代目片岡我當、九代目市川中車などが得意としている。
亀屋忠兵衛は初代中村鴈治郎や二代目實川延若、さらに十一代目片岡仁左衛門も演じ、得意とした役である。彼らの芸は後に、子の世代の二代目鴈治郎・三代目延若・十三代目仁左衛門から、孫の世代の四代目坂田藤十郎や十五代目仁左衛門へと継承された。他方、東京においても初代中村吉右衛門、また近年では十八代目勘三郎、十代目松本幸四郎、四代目市川猿之助、六代目片岡愛之助ら、多くの役者によって演じられてきた。とは言え、上方歌舞伎の代表的な演目・役柄に変わりはなく、四代目鴈治郎は前名の五代目翫雀および鴈治郎、それぞれの襲名披露で忠兵衛を演じている。

### 新口村
「封印切」のはなやかな茶屋場から、場面は変わって雪の「新口村」となる。この場は最後の部分を除けば『冥途の飛脚』、『けいせい恋飛脚』と内容はおおむね同じであるが、場面は『けいせい恋飛脚』と同様雪が降っている。もっとも江戸での豊後節系浄瑠璃による「新口村」では、『冥途の飛脚』と同じく雨（春雨）にしたこともある。『日本戯曲全集』の台本では幕開きに、巡礼や物売りに変装した追手たちが出てひとくさり台詞があって引っ込み、浅葱幕を切って落とすと雪景色に新口村の藁葺き家、そこに花道から忠兵衛と梅川が、「落人のためかや今は冬枯れて、すすき尾花はなけれども…」という浄瑠璃で出る段取りとなる。ちなみにこの浄瑠璃の語り出しは、のちに文句を少し変えて『道行旅路の花聟』に転用されている。
忠兵衛と梅川の格好は、黒地に梅の裾模様で比翼紋の付いた揃いの着物というのが通常であるが、初代鴈治郎が演じたときには忠兵衛が縞、梅川が小紋とそれぞれ違う着付けにした事があったという。忠兵衛たちが新口村で訪ねるのは忠三郎の家であるが、『日本戯曲全集』の台本ではどうした都合か「久六」という人物になっている（上のあらすじでは敢えてそのままとした）。また家に居るのは忠三郎の女房であるのを変えて、忠三郎の妹とすることも古くにはあった。
孫右衛門が忠兵衛たちの潜む家の近くで転び、それを見た梅川が出てきて孫右衛門を介抱する。近松の作ではそれが、そのまま読めば表でのことのように見えるが、『けいせい恋飛脚』では梅川は孫右衛門を「マアマアこちへと手を引いて、内へ伴ひ上り口」と、家の中へ入れて孫右衛門を介抱するように書かれている。十一代目仁左衛門が忠兵衛と孫右衛門の二役を替って見せたときは、『けいせい恋飛脚』のように梅川が孫右衛門を家の中に入れる段取りであったが、現在の型では家には入れず表でのやりとりとするのが普通である。
古くは幕切れに、忠兵衛と八右衛門の立回りを見せたという。『日本戯曲全集』でも幕開きに出た追手たちがふたたび現われ、忠兵衛との立回りがあって幕となるが、現行の演出では梅川と忠兵衛が次第に遠のき、孫右衛門がこれを見送る雪中での別れで幕となる。降りしきる雪に三人が涙ながらにわかれる抒情性豊かな場面は人気が高い。このとき孫右衛門から遥か遠く離れた様子をあらわすため、忠兵衛と梅川をそれぞれ子役に替えて出すこともある。
昭和57年（1982年）12月の京都南座顔見世では、「新口村」が二代目鴈治郎の忠兵衛、二代目扇雀の梅川、十三代目仁左衛門の孫右衛門で演じられたが、鴈治郎は翌年初めに没したのでその最後の舞台でもあった。のちに仁左衛門は、このときの幕切れ近く親子が別れるくだりについて、「鴈治郎さんの忠兵衛が、私の孫右衛門にしがみついて離れない。それを思い切って、さらに突きやる…親子一世の別れ一刻でも永くしがみついていたいという忠兵衛の子の情と、それを突き放す、つまり息子を早く逃がしてやりたいという親の情とのせめぎあいが、二人の間に生まれたのです」と述懐している。
なお歌舞伎の「新口村」には、古くはひとりの役者による「七役早替り」という演出があった。これは享和3年（1803年）9月、大坂中の芝居で初代浅尾為十郎が七役早替りとして出したのが最初である（ただしこのときは為十郎は病気休演し、代役を初代浅尾工左衛門が勤めた）。これはのちに三代目中村歌右衛門も天保2年（1831年）に中の芝居で演じている。そのときの台本の一部が『伝奇作書追加』（西沢一鳳著）に残っているが、それによれば歌右衛門は亀屋忠兵衛、萬歳才蔵、馬子仕合せよし蔵、大和屋ほう六、願人坊主、娘お福の六役を勤め、まず最初に中村松江の梅川とともに忠兵衛で出て、そのあと馬子やそのほかの人物にそれぞれ早替りして所作事を見せ、それらがすむとふたたび忠兵衛となっていつも通りの孫右衛門との別れになるというものであった。歌右衛門は孫右衛門も演じて七役とするつもりだったが、このときの座組の都合で孫右衛門の役はほかの役者に譲ったという。
また十一代目仁左衛門が大正7年（1918年）のころに忠兵衛と孫右衛門の二役を替ったときには、その替るあいだのツナギとしてこれもいろいろな者を舞台に出しており、竹馬に乗った大人の役者が扮する子供だとか、下男を連れた医者、最後は相撲取りとその父親というのが出てくるが、この父親が子役で、息子の相撲取りに鼻をかんでやろうしてその体に梯子を立てかけ、鼻をかんでやるのが大いに受けたという。ただしこのツナギは十三代目仁左衛門が仁左衛門襲名で忠兵衛と孫右衛門を早替りで演じたとき、萬歳だけを出すのに変えて以来、この演出が通例となった。

## 初演その他について

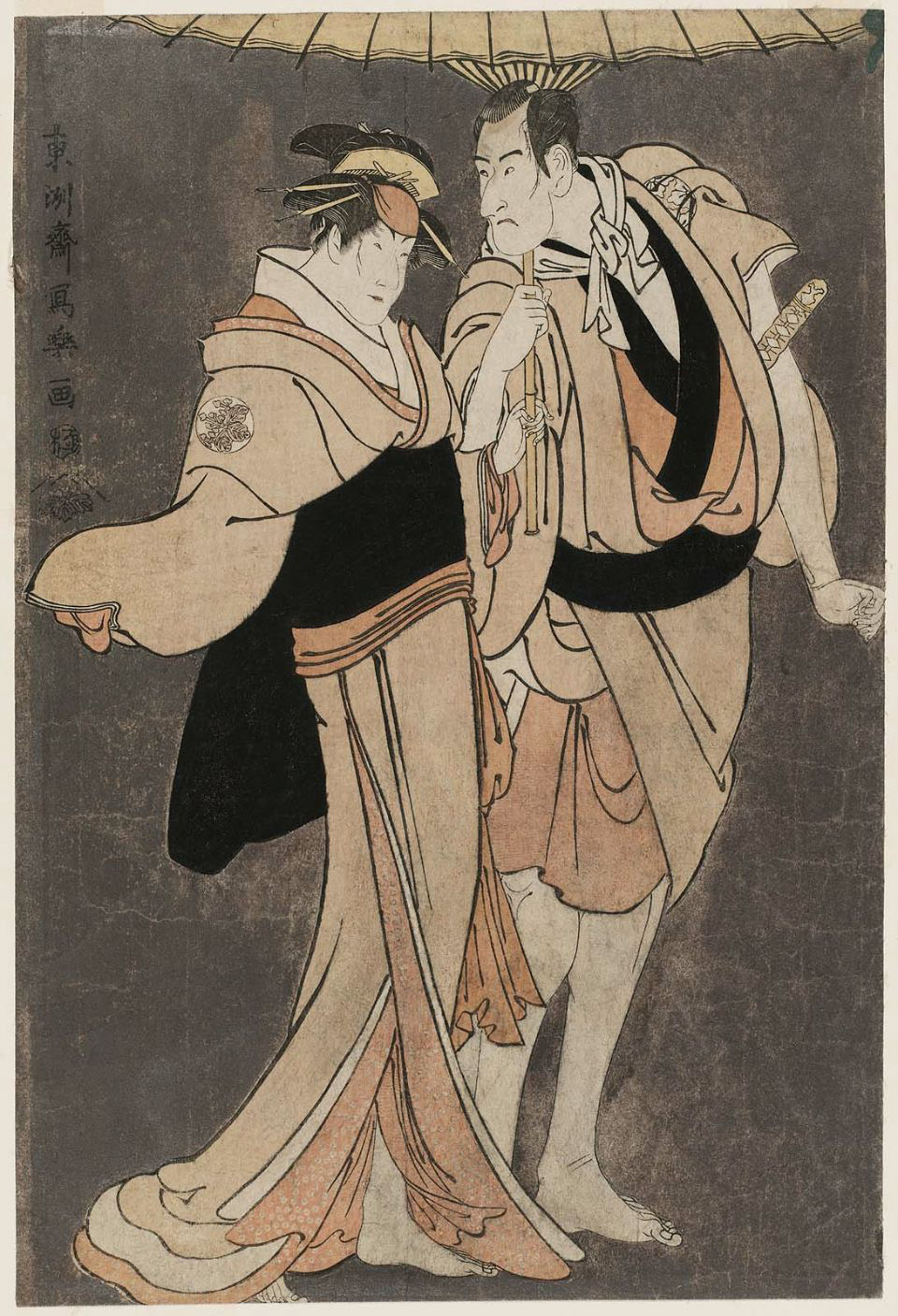
『月眉恋最中』　三代目市川高麗蔵の亀屋忠兵衛、中山富三郎の梅川。寛政6年8月、江戸桐座。写楽画。

『恋飛脚大和往来』という演目が歌舞伎で演じられた例については、伊原敏郎著『歌舞伎年表』（第三巻）宝暦7年（1757年）の記事に次のようにある。
○七月二十八日、大坂、大松座（大西）、「恋飛脚大和往来」。切狂言「初月夜最中心中」。
これが知られる限り最も古いが、渥美清太郎は、『恋飛脚大和往来』の初演はこのときではなく、この以前にすでに上演されていただろうという。しかし「初月夜最中心中」が「梅川忠兵衛」の道行の所作事ならば、「月夜」だとか「心中」などとあるのをみると、『冥途の飛脚』のものとは内容が異なっていたと考えられる。これは天明5年（1785年）4月、大坂で上演された『昔今恋飛脚』においても、大切所作として『恋闇卯月の楓葉』が出されている（「卯月」は旧暦4月のこと）。『冥途の飛脚』や『けいせい恋飛脚』の季節は正月に近い頃である。また寛政6年（1794年）8月の江戸桐座では『四方錦故郷旅路』（よものにしきこきょうのたびじ）を上演しているが、その大切に『月眉恋最中』（つきのまゆこいのもなか）という常磐津浄瑠璃による所作事を出し、番付には四代目松本幸四郎の役名が「大和のやぼ大じん実は新口村孫右衛門」とあるなど、これも『冥途の飛脚』や『けいせい恋飛脚』とは違う内容だったようである。

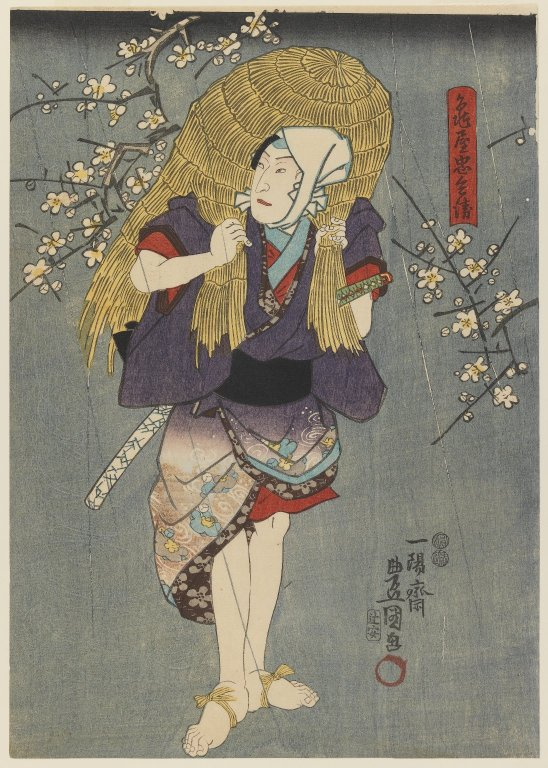
『恋飛脚廓以字文』（こいのたよりさとのかなぶみ）　五代目澤村長十郎の亀屋忠兵衛。嘉永4年（1851年）3月、江戸河原崎座。「梅川忠兵衛」の舞台を江戸にした書替え物。三代目歌川豊国画。

いっぽう安永9年（1780年）7月には、江戸市村座で『道行恋飛脚』（みちゆきこいのひきゃく）が上演されている。これは『けいせい恋飛脚』の「新口村」の詞章にいくらか手を加え、富本節の浄瑠璃で演じたものである。このように歌舞伎における「梅川忠兵衛」はその時々で内容を書替え、また一方では『けいせい恋飛脚』の内容に沿って上演されていた。しかしそれも時代が下ると『けいせい恋飛脚』に沿った内容に集約され、『恋飛脚大和往来』の外題で上演されることになる。ただし江戸ではそれとは別に、場所を江戸にした書替え物が幕末に至るも上演されている。
現行で演じられる『恋飛脚大和往来』の内容については、寛政年間にまでさかのぼることができる。国立国会図書館デジタルコレクションには「亀屋」のほかに「茶屋場」（封印切）と「新口村」を合綴した台本が公開されているが、「茶屋場」の最初には役名とそれを演じる役者の名が記されている。この役割が寛政4年（1792年）2月、京都北西芝居で興行の『恋飛脚大和往来』の番付と照らし合わせるとほぼ同じものであり、内容としてはこの時のものとみられる。その本文は多少の相違はあるものの、『日本戯曲全集』に収める台本と同じ系統のものである。この系統の台本が多少の改変を経ながらも、現在の「封印切」や「新口村」として伝わっている。

## 豊後節系浄瑠璃による「梅川忠兵衛」
上でも述べたように「梅川忠兵衛」の芝居は江戸でも舞台に取り上げられているが、その最後の幕である「新口村」はこれを「道行」と称し、豊後節系の浄瑠璃（富本節、常磐津節、清元節）で上演されている。ただしそれらはいずれも、『けいせい恋飛脚』の「新口村」の詞章を多少改めたものである。またそれ以外の内容については、舞台を江戸に書替える事があった。
- 『道行恋飛脚』（みちゆきこいのひきゃく）　富本節。安永9年7月、江戸市村座。

忠兵衛が四代目松本幸四郎、梅川が三代目瀬川菊之丞。
- 『三種笠慈愛旅路』（さんどがさじあいのたびじ）　常磐津節。文化7年（1810年）9月、江戸森田座。

忠兵衛が初代片岡市蔵、梅川が中村友吉。
- 『道行故郷の春雨』（みちゆきこきょうのはるさめ）　清元節。文政（1824年）7年3月、江戸市村座。

忠兵衛と孫右衛門が三代目坂東三津五郎、梅川が五代目岩井半四郎。三津五郎が二役早替り。この曲では場面が雪ではなく雨としている。